# ビレリカ (マサチューセッツ州)
ビレリカ（英: Billerica、[bɪlˈrɪkə] ( 音声ファイル)）は、アメリカ合衆国マサチューセッツ州のミドルセックス郡にある町。ボストンの北32キロメートルに位置している。人口は4万2119人（2020年）。町名は、イングランドのエセックスにある「ビレリキー」に由来する。

## 歴史
1630年代初期、ショーシーンという祈るインディアンの村が、現在ビレリカがある場所にあった。
1638年、マサチューセッツ湾植民地総督ジョン・ウィンスロップと副総督のトマス・ダドリーが、地元インディアンからショーシーンと呼ばれていた荒野にあるコンコード川沿いの土地を払い下げた。開拓地の大半はケンブリッジの監督下に行われていたが、植民地における財政的な困難さのために開拓ができず、ショーシーンへの入植の問題は延期され続けていた。最後は1652年、ケンブリッジとチャールズタウン・ビレッジ、後のウーバンから約1ダースの家族が、ショーシーンにも入植を始めた。
開拓者達は外国語にも聞こえるショーシーンに換えてビレリカという名前を選んだ。これはこの開拓地に住んでいる家族の大半が元々、イングランドのエセックスにあるビレリキーから来ていたという事実による可能性が強い。町は1655年に法人化されたが、これは近くにあるチェルムスフォードとグロトンの各町の法人化と同じ日だった。この町で最古の現在も残る家屋は、1696年に建設されたマニング・マンスの家であり、後にウィリアム・マニング（1747年-1814年）の家となった。マニングは『自由の鍵』の著者であり、連邦主義政策の評論家だった。その他に著名なアメリカ独立戦争時代の住人としては、バンカーヒルの戦いで最初に戦死した兵士であるアサ・ポラード（1735年-1775年）や、1775年にボストンを訪れている間にイギリス人にリンチに遭ったトマス・ディットソン（1741年生まれ）がいた。『ヤンキードゥードゥル』の歌はこの事件の侮辱の代わりに、国民的な誇りを表すものになった。ビレリカの町では毎年9月に「ヤンキードゥードゥル」の週末を祝っている。

## 地理
アメリカ合衆国国勢調査局に拠れば、町域全面積は26.4平方マイル (68 km2)であり、このうち陸地25.9平方マイル (67 km2)、水域は0.5平方マイル (1.3 km2)で水域率は1.90%である。
ビレリカは、アメリカ国道3号線のノースウェスト・イクスプレスウェイ部沿いに、ボストンの北北西20マイル (32 km) にあり、南のボストン都市圏と北の ローウェル都市圏の境目に位置している。南にあるマサチューセッツ州道128号線/州間高速道路95号線テクノロジーベルトから3マイル (5 km) 足らずにもあり、北の州間高速道路495号線からは2マイル (3 km) 足らずである。
ビレリカにはビレッジと呼ばれる小さな地区が幾つかある。すなわちイーストビレリカ、ノースビレリカ、ナッティングレイク、パインハースト、リオビスタ、リバーパインズ、リバーデール、リバーサイド、サウスビレリカである。
ビレリカの周りには、チェルムスフォード、ローウェル、テュークスベリー、ウィルミントン、バーリントン、ベドフォード、カーライルの各町が接している。ローウェルとの境はコンコード川の中間点であり、ビレリカ、チェルムズフォード、ローウェル、テュークスベリーの4自治体が一点で交わる所である。

### 環境
ショーシーン川とコンコード川が町内にある主要河川である。ナッティング湖に公有浜があり、水上のレクリエーション機会を提供している。

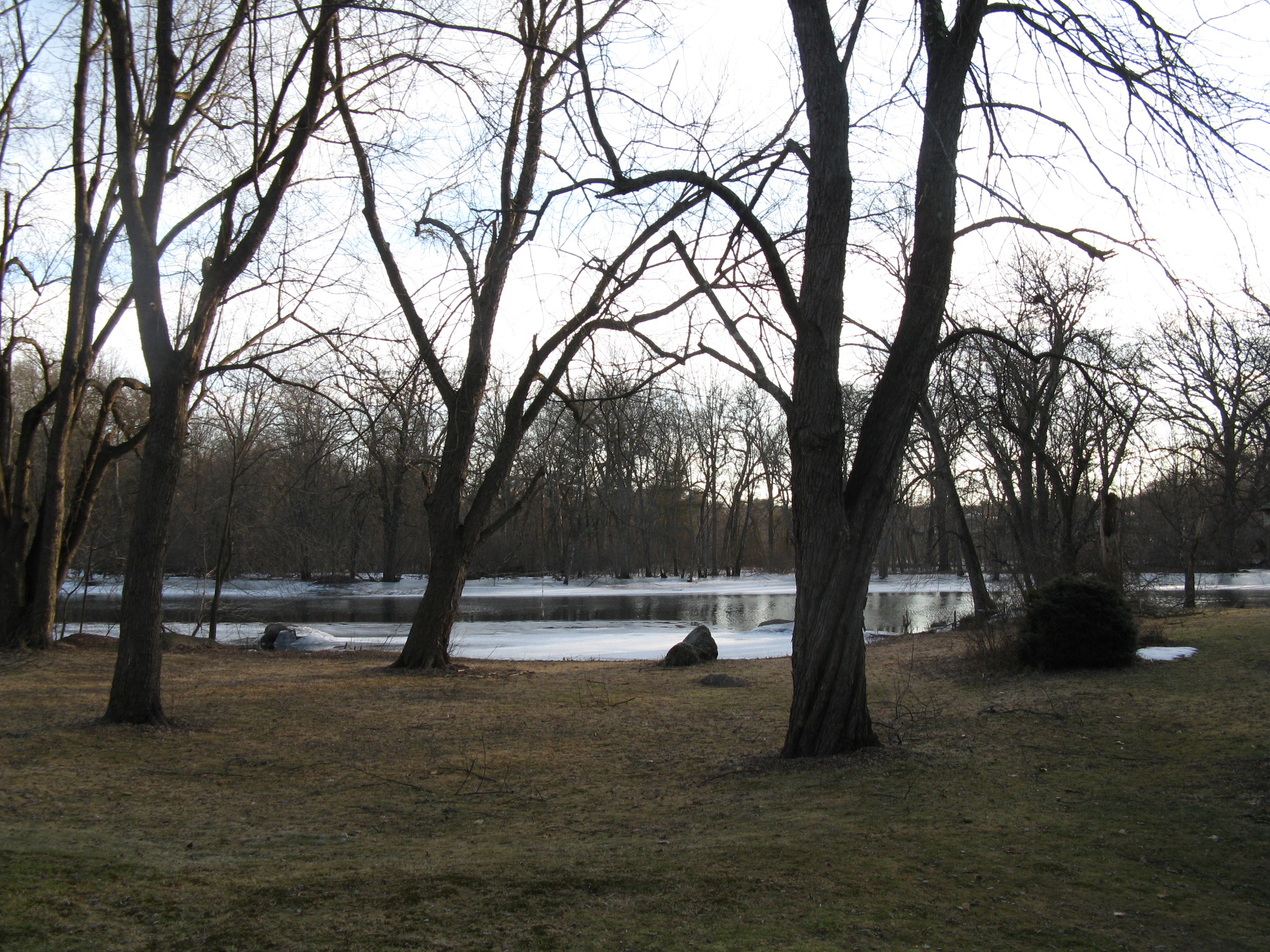
コンコード川

## 人口動態

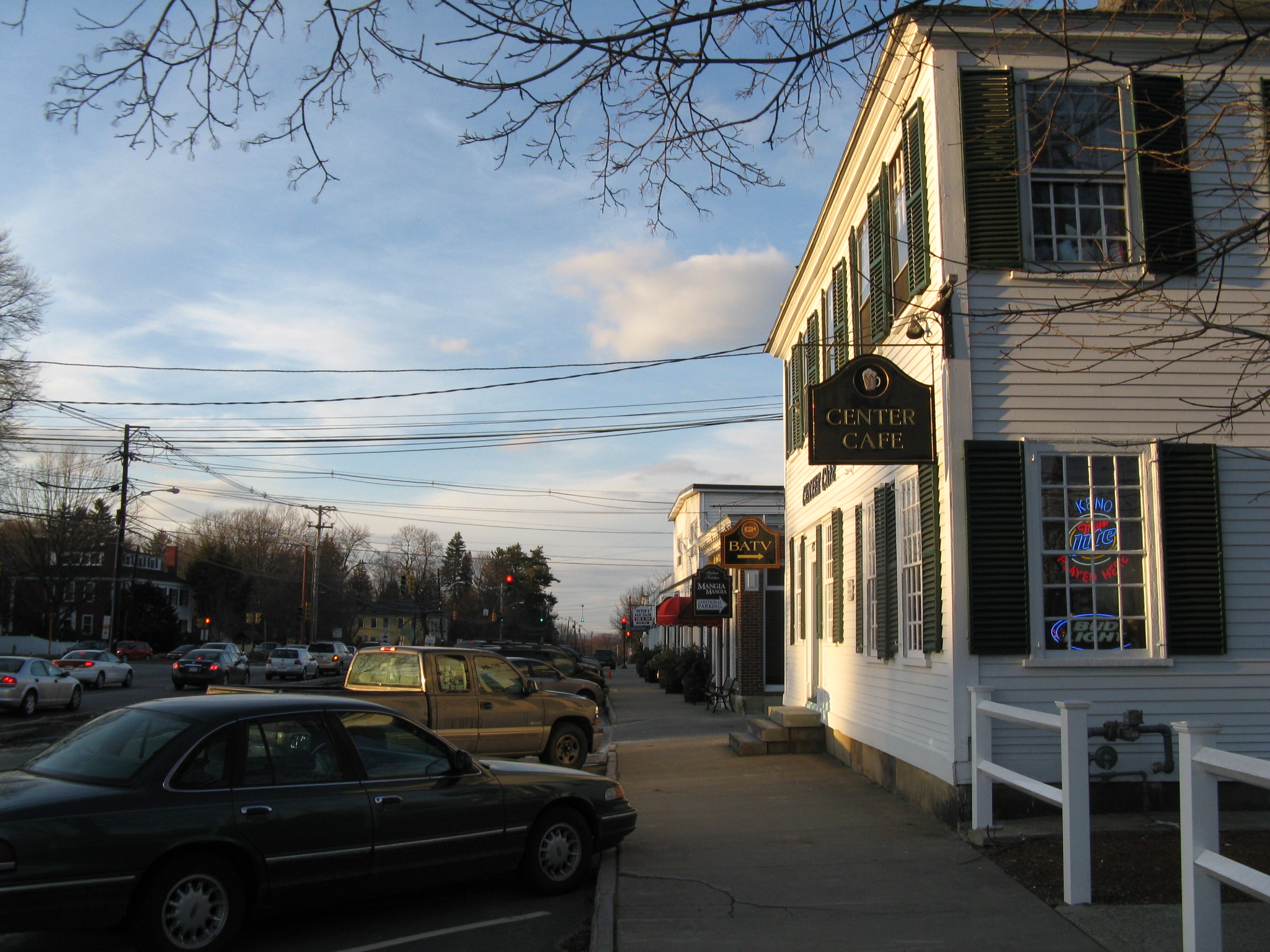
ビレリカセンター

以下は2000年国勢調査による人口統計データである。
| 基礎データ - 人口: 38,981 人 - 世帯数: 12,919 世帯 - 家族数: 10,244 家族 - 人口密度: 581.3人/km2（1,505.9 人/mi2） - 住居数: 13,071 軒 - 住居密度: 194.9軒/km2（504.9 軒/mi2） 人種別人口構成 - 白人: 94.68% - アフリカン・アメリカン: 1.11% - ネイティブ・アメリカン: 0.10% - アジア人: 2.76% - 太平洋諸島系: 0.04% - その他の人種: 0.33% - 混血: 0.99% - ヒスパニック・ラテン系: 1.54% 年齢別人口構成 - 18歳未満: 25.7% - 18-24歳: 7.3% - 25-44歳: 34.6% - 45-64歳: 24.0% - 65歳以上: 8.4% - 年齢の中央値: 36歳 - 性比（女性100人あたり男性の人口） - 総人口: 103.5 - 18歳以上: 102.2 | 世帯と家族（対世帯数） - 18歳未満の子供がいる: 37.4% - 結婚・同居している夫婦: 66.1% - 未婚・離婚・死別女性が世帯主: 9.4% - 非家族世帯: 20.7% - 単身世帯: 16.4% - 65歳以上の老人1人暮らし: 5.3% - 平均構成人数 - 世帯: 2.92人 - 家族: 3.30人 収入と家計（2010年データ） - 収入の中央値 - 世帯: 87,073米ドル - 家族: 95,128米ドル - 人口1人あたり収入: 32,517米ドル - 貧困線以下 - 対人口: 3.8% - 対家族数: 2.8% - 18歳未満: 4.5% - 65歳以上: 4.3% |

ビレリカは雑誌CNN「マネー」の2009年「生活するに最適の所」を競う町だが、国内の100傑には入っていない。

## 教育

### 公立学校
ビレリカ公共教育学区が初等中等学校を運営している。公立学校の体系には小学校6校、中学校2校、高校1校が含まれている。さらにショーシーンバレー工業高校という地域工業高校もある。

#### 小学校
- ディットソン小学校、パインハーストのクック通り
- フレデリック・J・デュタイル小学校、リバーパインズのトレブルコーブ道路
- S・G・ハジャール小学校、ノースビレリカのロジャーズ通りとコール通り
- ジョン・F・ケネディ小学校、イーストビレリカのキンブロー道路とカーライン・ドライブ
- パーカー小学校、ビレリカ・ビレッジのリバー通り
- ユージーン・C・バイニング小学校、ナッティングレイクのレキシントン道路

#### 中学校
- オーランド・S・マーシャル中学校[22]、ビレリカ・ビレッジのフロイド通り
- キリル・D・ロック中学校[23]、ビレリカのアレン道路とボールドウィン道路

#### 高校
- ビレリカ記念高校、ビレリカ・ビレッジのリバー通り

#### 職業訓練校
- ショーシーンバレー工業高校、パインハーストのクック通り

ショーシーンバレー工業高校はビレリカの他にベドフォード、バーリントン、テュークスベリー、ウィルミントンの4町から生徒を受け入れている

### 教区学校と私立学校
ビレリカには教区学校も私立学校も無い。しかし近くの町には下記の学校がある。
- アーリントン・カトリック高校、アーリントン町、9年生から12年生
- セントアグネス学校[24]、アーリントン町、幼稚園から8年生
- ローウェル・カトリック高校、ローウェル市、9年生から12年生
- オースティン予備校、レディング、6年生から12年生

## スポーツとレクリエーション
雑誌「スポーツ・イラストレイテッド」は創刊50周年を祝して、ビレリカを国内でスポーツとレクリエーションに適した町50傑の1つに挙げ、「湾の州のスポーツ町」に指定した。
- カントリークラブ・オブ・ビレリカ[27]は1971年設立の18ホール・ゴルフコースであり、一般に開放されている[28]
- レンジウェイ・ゴルフ[29]は、ナシュア道路沿いにあり、ゴルフ練習場とミニ・ゴルフコースがある
- ボーイズ・アンド・ガールズ・クラブ・オブ・グレーター・ビレリカ[30]には水泳プール、野球場とソフトボール場、フットボール場、テニスコート、バスケットボールコートがある
- トランポリン・パーク[31]はボストン道路700にあり、2014年3月にグランドオープンとなった。3Dドッジボールのようなジャンピング活動、バスケットボールのダンキングレーン、キッド・ゾーン、フォームピッツ、体育館「タンブル・トラック」、ロッククライミング壁、フォームピッツに掛けられたバトルビーム、大型メインコートがある。アルティテュード・ビレリカはマサチューセッツ州で最初のトランポリン・パークであり、ロッククライミング壁やバトルビームがある

## 交通

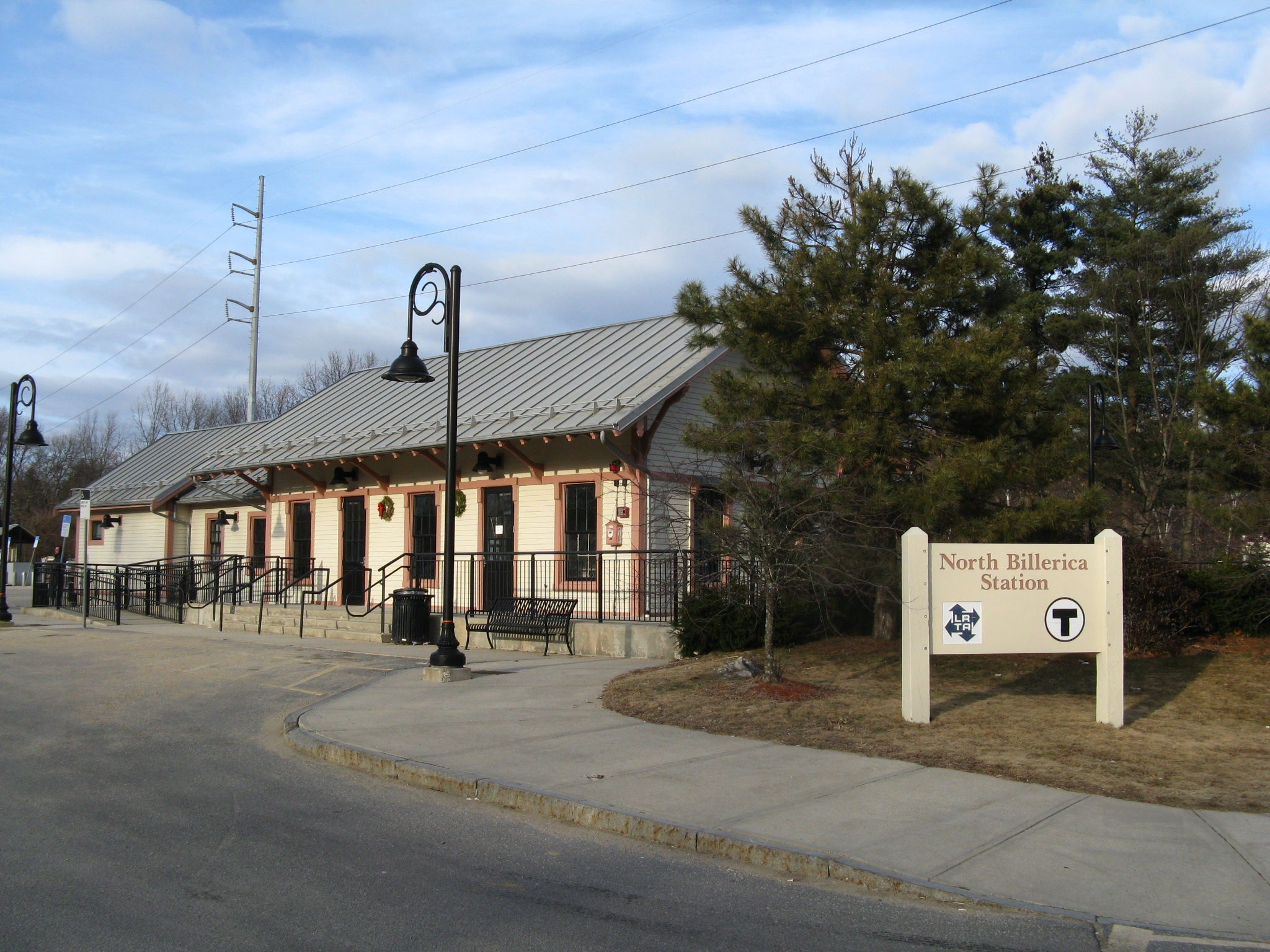
マサチューセッツ湾交通局線のノースビレリカ駅

マサチューセッツ湾交通局通勤線が、ボストン北駅からローウェル線でノースビレリカに停車する。町の南部も地理的にはウィルミントン駅やウーバンのアンダーソン地域交通センターに近い。ローウェル地域交通局がビレリカの一部でバス便を運行している。3番系統はノースビレリカ駅とノースビレリカ・ビジネスセンターに運行している。13番系統はボストン道路（国道3号線）をノースビレリカからパインハーストまで運行している。途中の停留所は、ノースビレリカ駅、ポラード通り、ハイ通り、ビレリカセンター、町役場、ビレリカ・モール、タウンプラザ、およびリバーデールにあるショッピングセンターである。4番系統は国道3号線をビレリカセンターまで行き、コンコード道路とミドルセックス・ターンパイクを進む。
ミドルセックス運河は1795年から1853年にビレリカの町内を流れ、ローウェルとボストンの間で貨物輸送に使われた。この輸送路があったので、ビレリカは「ローウェルへの入り口」と呼ばれた。
1840年代、ボストン・アンド・ローウェル鉄道の本線が建設され、町内のノースビレリカとイーストビレリカを通った。どちらにも駅が造られ、ノースビレリカ駅は現在も通勤線の駅として使われている。イーストビレリカでは1965年に旅客線が廃止され、駅は改修されて個人宅になっている。

## 経済

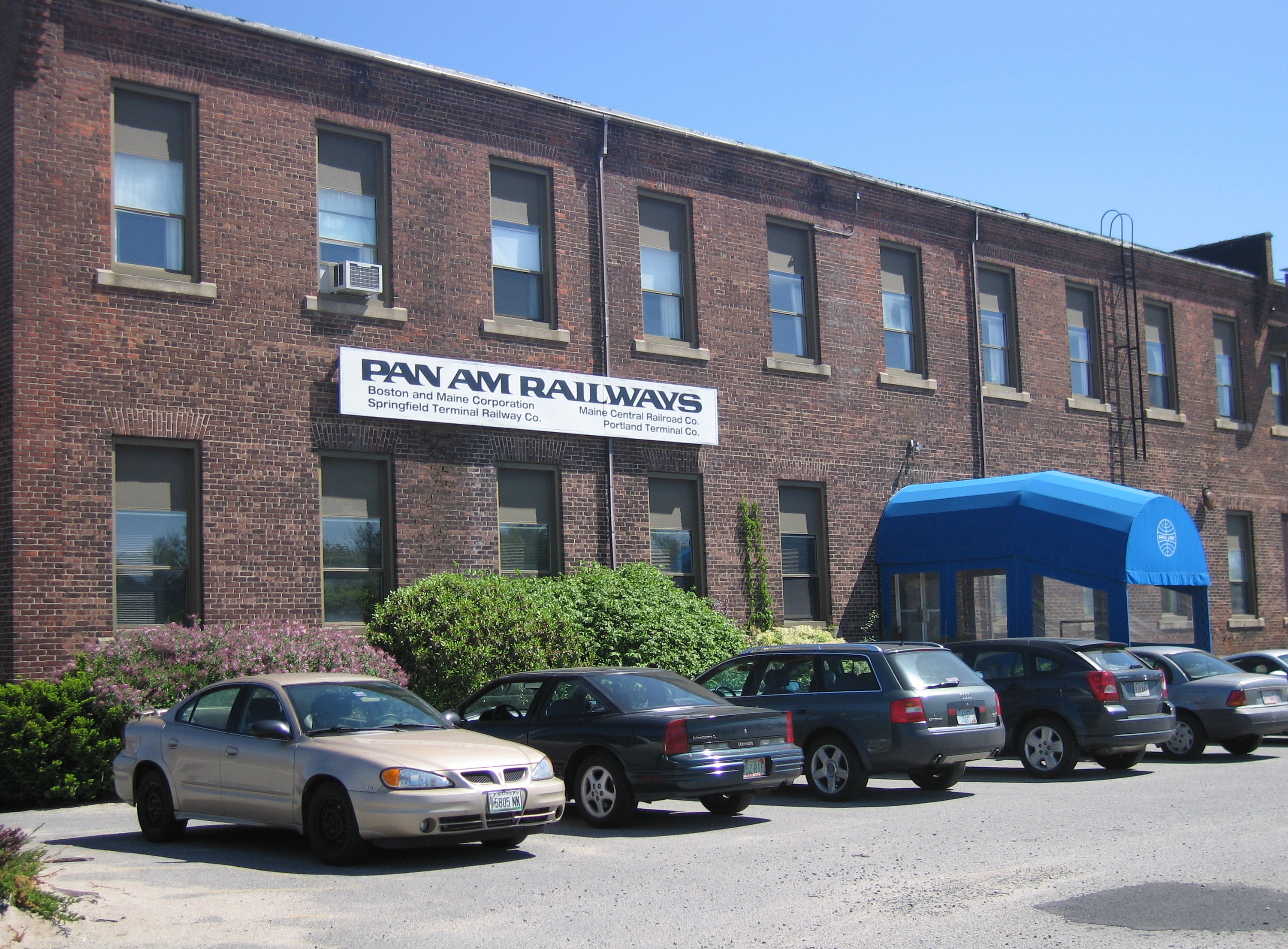
パンナム鉄道の本社

- E インク・コーポレーション - 電気泳動ディスプレイのメーカー、アマゾン・キンドルやバーンズ&ノーブル・ノックのタブレットを動かす。ケンブリッジにあった本社をビレリカの14万平方フィート (13,000 m²) の施設に移転しつつある[32]
- レイセオン - アメリカの主要防衛産業。兵器や商業用電子部品に特化、ビレリカに大型のオフィスが2棟ある[33]
- EMD セロノ Inc, - 世界的な薬品と化学品のグループであるドイツ、ダルムシュタットのメルク社のバイオ薬品事業部門、7,500万ドルをかけてビレリカの施設を拡充している。EMDセロノ研究開発所としている[34]
- GE メジャメント & コントロール・ソリューションズ - ゼネラル・エレクトリックの5億ドルをかけたエネルギー技術部門。近年その本部をビレリカに移した[35]
- カボット・コーポレーション - 33億ドルの特殊化学品と機能材料の会社。ビレリカに研究開発施設がある[36]
- アバイア Inc, - ビジネス通信システムと協業システムのプロバイダー、ビレリカにニューイングランド本部がある[36]
- L-3 コミュニケーションズ - 指揮・統制、通信、情報、諜報・偵察のシステムと機器、アビオニクス、海洋機器、訓練装置とサービス、航法装置を制作。コンコード道路沿いにビレリカ事務所がある[37]
- パンナム鉄道 - ニューイングランド最大の鉄道会社、ノースビレリカに本社がある[38][39]
- メルク社 - ドイツの薬品・化学会社（メルク・アンド・カンパニーとは関係ない）。生命科学部品メーカーのミリポア社を買収した後、ビレリカにアメリカ本社を移転すると2010年3月に発表[40]
- ファーマルーセンス - バイオテクノロジー企業、病気診断用の薬品を製造、ビレリカに7万平方フィート (6,500 m²) の工場と本社を建設する計画がある[41]
- アメリカン・サイエンス&エンジニアリング - ビレリカを本拠にしている。アメリカ合衆国政府の対テロ任務に使うために、X線検査技術に670万ドルの注文を受けたと発表[42]
- ランセウス・メディカル・イメージング Inc., - ビレリカを本拠とする医療画像機メーカー、オタワを本拠にするMDSノーディオンと、レアイメージング同位元素モリブデン99の取引に合意した[43]
- シーホース・バイオサイエンス - 実験器具メーカー、ノースビレリカに本社がある[44]
- ブルカー - 分析装置を開発、製造する企業。ビレリカを本拠にしている[45]。

## 政府
ビレリカの政治は代表制タウンミーティング形式を採用している。この仕組みでは立法府と行政府がある。
タウンミーティングが町の立法府であり、約240人の代表が町の11選挙区から選ばれ、年2回ある会期で2週間ごとの集会で町に関することを民主的に票決していく。第1会期は5月に始まり、議題に決着が付くまで続く。第2会期は10月に始まり、同様に議題が無くなるまで続く。町の憲章には「町の全ての権限は代表制タウンミーティングに与えられるが、別に法や憲章で定められているものは除く」とされている。タウンミーティングは手続きを規制する仲裁者を選出し、秩序に関する問題を決定し、あらゆる票決結果について公開する。タウンミーティングの代表は無報酬で務める。
タウンミーティング以外に、町は5人の委員による町政委員会を選出し、町の行政府として機能させる。これら委員は町の法を執行し、免許を出し、町の方針を決めるが、日々の管理に携わることは禁じられている。日々の管理を行わせるために、町政委員会が町マネジャーを指名する。町政委員会の他に、町の選挙では教育委員会を選出し、監督官を指名し、公共教育の規則を定める。町の事務官は町の記録を管理し、町章の管理人として機能する。企画員会は町の資源、将来の可能性、その時の需要について研究し、企画を立てる。
町憲章は公共事業部を作って町のユーティリティに関するサービスを行うことも規定している。
ビレリカはアメリカ合衆国下院議員マサチューセッツ第6選挙区に属している。
ミドルセックス矯正部がトレブルコーブ道路近くにある。この監獄はミドルセックス郡保安官事務所の管轄下にある。

## 著名な出身者
- トム・グラビン、メジャーリーグベースボール選手、アトランタ・ブレーブス他、2014年にアメリカ野球殿堂入り[47]

## 歴史的な場所
- エイブラハム・ジャキス邸
- ベネット公共図書館
- ビレリカ・タウンコモン地区
- ビレリカ・ミルズ歴史地区
- ダットン・ホールデン・ホームステッド
- ディーコン・サミュエル・ヒル邸
- ハウ・スクール
- マニング・マンス
- ミドルセックス運河

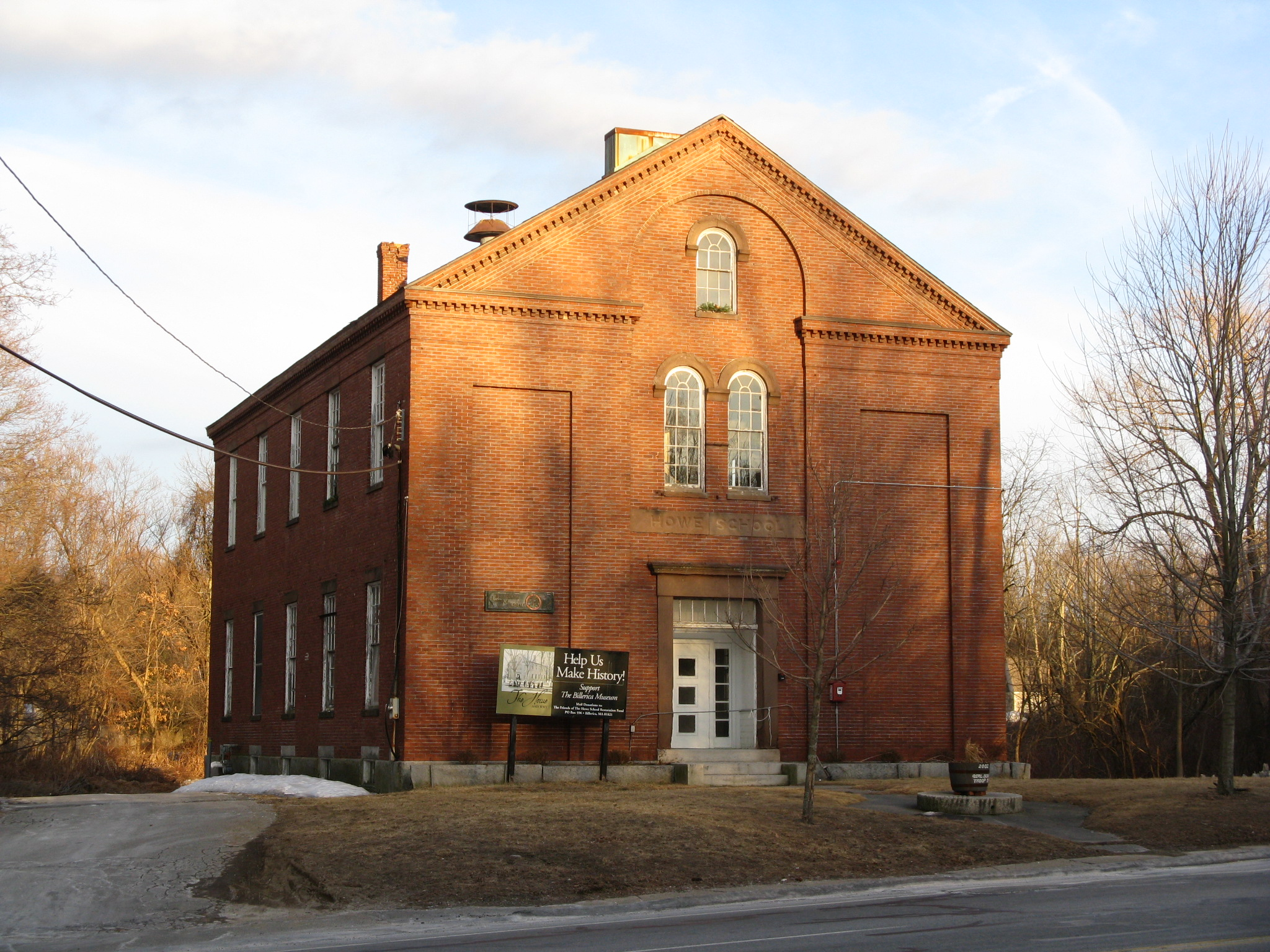
ハウ・スクール

- トマス・ディットソン小学校 – パイハースト地区にあった

## 姉妹都市
ビレリキー（イギリス、エセックス）